# ليون كاعك
ليون كاعك (بالهولندية: Lion Kaak) (26 يونيو 1991 في هولندا - ) هو لاعب كرة قدم هولندي في مركز الوسط. لعب مع أغوف أبيلدورن ودي غرافشاب وغو أهد إيغلز وAchilles '29 ‏ وفالنسيا ميستايا.

## روابط خارجية
- ليون كاعك على موقع قاعدة بيانات كرة القدم.إي يو (الإنجليزية)
- ليون كاعك على موقع Soccerway.com (الإنجليزية)
- ليون كاعك على موقع عالم كرة القدم.نت (الإنجليزية)